# Copa Santa Lucía (Venezuela)
La Copa Santa Lucía fue un torneo amistoso de pretemporada de fútbol venezolano patrocinado por Alimentos Santa Lucía, realizado en las ciudades de Barquisimeto y Cabudare, Estado Lara, el cual sirvió de preparación de pretemporada tanto para la Selección de fútbol sub-20 de Venezuela como para algunos equipos de la Primera y Segunda División de Venezuela 2021.
Un total de 8 equipos participaron en esta competición, los cuales conformaron 6 de la Primera División, 1 de la Segunda y la Sub-20 dividido en 2 equipos A y B respectivamente.
Cada equipo tuvo un encuentro diario, y se disputaron en cuatro sedes: el Estadio Metropolitano de Lara, el Farid Richa, el Centro Luso Larense y el Polideportivo Máximo Viloria. El equipo ganador fue el ACD Lara, el cual hizo más puntos durante sus 4 encuentros.

## Participantes
Los equipos participantes fueron:
- Academia Puerto Cabello
- Academia Rey
- ACD Lara (Campeón)
- Hermanos Colmenarez
- Portuguesa
- Universidad Central
- Sub-20 "A"
- Sub-20 "B"

## Clasificación
| Pos. | Equipo                  | Pts. | PJ | G | E | P | GF | GC | Dif. | Pro. |
| ---- | ----------------------- | ---- | -- | - | - | - | -- | -- | ---- | ---- |
| 1    | ACD Lara (C)            | 12   | 4  | 4 | 0 | 0 | 8  | 4  | +4   | 3    |
| 2    | Vinotinto Sub-20 "B"    | 9    | 4  | 3 | 0 | 1 | 3  | 1  | +2   | 2.25 |
| 3    | Portuguesa              | 9    | 4  | 2 | 0 | 2 | 2  | 2  | 0    | 2.25 |
| 4    | Universidad Central     | 6    | 4  | 2 | 0 | 2 | 4  | 3  | +1   | 1.5  |
| 5    | Hermanos Colmenarez     | 6    | 4  | 2 | 0 | 2 | 5  | 5  | 0    | 1.5  |
| 6    | Academia Rey            | 6    | 4  | 2 | 0 | 2 | 5  | 6  | -1   | 1.5  |
| 7    | Academia Puerto Cabello | 3    | 4  | 1 | 0 | 3 | 6  | 6  | 0    | 0.75 |
| 8    | Vinotinto Sub-20 "A"    | 0    | 4  | 0 | 0 | 4 | 6  | 12 | -6   | 0    |

* Nota: A los ganadores de los encuentros por tanda de penales se les suma un gol adicional en la tabla de clasificación

## Resultados
| Academia Rey            | 0 - 1 | Portuguesa           | Farid Richa           | 25 de febrero | 16:00 |
| Academia Puerto Cabello | 1 - 2 | Hermanos Colmenarez  | Luso Larense          | 25 de febrero | 16:00 |
| ACD Lara                | 3 - 1 | Vinotinto Sub-20 "A" | Metropolitano de Lara | 25 de febrero | 17:00 |
| Universidad Central     | 0 - 1 | Vinotinto Sub-20 "B" | Farid Richa           | 25 de febrero | 19:30 |

| Hermanos Colmenarez | 0 - 0 (p 2:4) | Vinotinto Sub-20 "B"    | Luso Larense | 26 de febrero | 16:00 |
| Universidad Central | 1 - 1 (p 4:2) | Academia Puerto Cabello | Farid Richa  | 26 de febrero | 16:00 |
| Academia Rey        | 3 - 3 (p5:3)  | Vinotinto Sub-20 "A"    | Farid Richa  | 26 de febrero | 19:30 |
| ACD Lara            | 1 - 0         | Portuguesa              | Luso Larense | 26 de febrero | 19:30 |

| Hermanos Colmenarez | 2 - 0         | Vinotinto Sub-20 "A"    | Farid Richa           | 27 de febrero | 16:00 |
| Academia Rey        | 0 - 2         | Universidad Central     | Luso Larense          | 27 de febrero | 16:00 |
| ACD Lara            | 1 - 1 (p 5:4) | Academia Puerto Cabello | Metropolitano de Lara | 27 de febrero | 17:00 |
| Portuguesa          | 0 - 1         | Vinotinto Sub-20 "B"    | Farid Richa           | 27 de febrero | 19:30 |

| ACD Lara (C)            | 2 - 2 (p 4:3) | Hermanos Colmenarez  | Farid Richa    | 28 de febrero | 16:00 |
| Academia Rey            | 0 - 0 (p 4:2) | Vinotinto Sub-20 "B" | Máximo Viloria | 28 de febrero | 16:00 |
| Portuguesa              | 1 - 0         | Universidad Central  | Luso Larense   | 28 de febrero | 16:00 |
| Academia Puerto Cabello | 3 - 2         | Vinotinto Sub-20 "A" | Farid Richa    | 28 de febrero | 19:30 |

|                            |
| Campeón ACD Lara 1° título |